# Фредерик Алвес
Фредерик Алвес Ібсен (дан. Frederik Alves Ibsen, нар. 8 листопада 1999, Відовре, Данія) — данський футболіст бразильського походження, центральний захисник клубу «Брондбю».

## Ігрова кар'єра

### Клубна
Фредерик Алвес починав займатися футболом у своєму рідному місті Відовре. Один сезон він провів в молодіжній команді бразильського клубу «Куритиба». Після чого знову повернувся до Данії, де продовжив кар'єру в клубі «Сількеборг». Саме в складі цього клубу 11 листопада 2018 року захисник дебютував на професійному рівні - у матчі Першої ліги чемпіонату Данії. За результатами того сезону «Сількеборг» вийшов до вищого дивізіону. І 14 липня 2019 року у матчі проти «Брондбю» Алвес провів першу гру в елітному дивізіоні чемпіонату країни.
У січні 2021 року Алвес перейшов до англійського клубу «Вест Гем Юнайтед», з яким підписав контракт на три з половиною роки. Перед початком сезону 2021/22 Алвес був відправлений в оренду до клубу Першої ліги — «Сандерленда». В січні 2022 року захисник повернвуся до стану «Вест Гема», де так і не провів у першій команді жодного матчу. 
І в січні 2022 року Алвес повернувся до Данії, де приєднався до «Брондбю», підписавши з клубом контракт на чотири з половиною роки.

### Збірна
У 2021 році Фредерик Алвес брав участь у молодіжному чемпіонаті Європи в Угорщині та Словенії. На турнірі зіграв два матчі.

## Титули
Індивідуальні
- Гравець місяця в данській Суперлізі: серпень 2023[9]